# !LOUD!
『!LOUD!』（ラウド）は、日本のベーシスト、Tamaの1枚目のミニアルバム。ソロ活動を始めてから実質3枚目のアルバムとなる。
2008年1月23日リリース。

## 概要
- 「ベース＝Tama」＋「ドラムス＝菊地英二（元THE YELLOW MONKEY）」のリズム隊を土台に、様々なギタリストが参加するというスタイルの作品。
- 本作では清水昭男、菊地英昭、豊田和貴の3名が参加する。
- ジャケットイラストはカネコアツシが担当。
- 初回生産盤にはジャケットステッカーが封入、さらに2作連続購入者特典の応募ハガキも封入された。
- ポルノグラフィティ時代を含め、ミニアルバムをリリースしたのは本作が初となる。

## 収録曲
1. Sun-Burst［Instrumental］
2. 超Punkの小さな疑問
  - 3rd Live Tour"Natural Born Wild"でも新曲として演奏された
  - PVも制作され、このアルバムの中の表題曲となっている
3. In The Loud
4. ブルドッグ! 〜T's theme〜
  - T's themeのTとはTama本人のこと。この曲は自身のテーマ曲であると語っている
5. Deep Blue
6. 黒い瞳
  - この曲のみ作曲が豊田和貴とTamaの連名になっている

- ギター：清水昭男（#1 - #2）、菊地英昭（#3 - #4）、豊田和貴（#5 - #6）